# Сады Этрета
Сады Этрета (фр. Les Jardins d'Étretat) — топиарный сад, расположенный во французском городе Этрета на побережье Ла-Манша. Он вдохновлён природой и историей Нормандии и окружает виллу Прекрасной эпохи «Ля Роксалан» (фр. La Roxelane).
Идея проекта принадлежит Александру Гривко и Mark Dumas, а его реализация началась в 2015 году командой ландшафтных архитекторов IL NATURE Landscape Design. В мае 2017 года Сады Этрета открылись для публики и за несколько лет стали одним из самых популярных туристических направлений региона.

## История садов
В конце XIX века Этретa приобретает популярность как модное направление отдыха среди парижской интеллигенции. Рыбацкая деревушка привлекает оперных певцов, театральных деятелей, писателей и художников благодаря своим живописным пейзажам. Клод Моне работает здесь над серией картин (в 1883-1885 гг.), посвящённых уникальным морским видам Этретa с их алебастровыми арками и быстро меняющимся светом. Эти картины признаны шедеврами импрессионизма.
В 1903 году парижская актриса Мадам Тебо инициировала создание сада на утёсе Амонт, с которого Моне писал свои знаменитые картины. Проект реализовал садовник из Фекама Огюст Лекану. Вилла Мадам Тебо, названная La Roxelane, была построена по проекту архитектора Луи Валентина в нео-нормандском стиле. Фасад виллы выполнен в традиционной для региона технике фахверка и украшен отделкой из кремня.

После смерти Мадам Тебо вилла сменила нескольких владельцев. В 2014 году её приобрели ландшафтный архитектор Александр Гривко и его супруг Марк Дюма, которые решили дать саду новую жизнь, вдохновившись атмосферой места и найденными архивными материалами. Работы начались в 2015 году и включали реставрацию виллы и некоторых исторических элементов сада. В 2017 году Jardins d’Étretat были открыты для публики.

## Идея и концепция
Сады Этретa состоят из семи тематических частей (Jardin Avatar, Jardin Impressions, Jardin d'Amont, Jardin Zen, Jardin Aval, Jardin La Manche, Jardin Émotions), объединённых общей концепцией, вдохновлённой Нормандией, её историей и пейзажами. Топиарные композиции передают движения природы: изгибы растений напоминают динамику моря, порывы ветра и подчеркивают естественный ландшафт утёса. 
Главным символом обновлённого сада стал топиарный элемент в форме водоворота, который определил стиль всего проекта и нашёл отражение в логотипе Jardins d’Étretat.
Основу растительного состава составляют вечнозелёные кустарники, но в некоторые месяцы сад преображается благодаря цветущим растениям белых, розовых и фиолетовых оттенков.

По замыслу Александра Гривко Сады Этретa функционируют как «экспериментальная лаборатория», где ландшафтная архитектура встречается с современным искусством, а посетители открывают для себя регион через призму художественного опыта.

## Награды и признание
В 2019 году проект Jardins d’Étretat был удостоен первого приза в категории «Лучшая реконструкция исторического сада» на церемонии European Garden Award, организованной фондом Schloss Dyck и сообществом European Garden Heritage Network. Среди других значимых наград выделяются две звезды гида Michelin в категории Voyages & Cultures, а также лейбл Jardin remarquable, присуждённый Министерством культуры Франции. 
- Рыбацкая лодка. Этрета. Нормандия. В. Д. Поленов, Государственная Третьяковская галерея, Москва
- Jardin Impressions
- Tisch mit zwei Bänken (Стол и две лавки). 2016, дуб
- Jardin d’Aval
- Jardin Zen
- Jardin La Manche
- Jardin La Manche
- Jardin d'Amont